# Cephalotes foliaceus
Cephalotes foliaceus är en myrart som först beskrevs av Carlo Emery 1906.  Cephalotes foliaceus ingår i släktet Cephalotes och familjen myror. Inga underarter finns listade.